# Eucalanus bungii
Eucalanus bungii är en kräftdjursart som beskrevs av Giesbrecht 1892. Eucalanus bungii ingår i släktet Eucalanus och familjen Eucalanidae.

## Underarter
Arten delas in i följande underarter:
- E. b. californicus
- E. b. bungii